# Ordine tuscanico

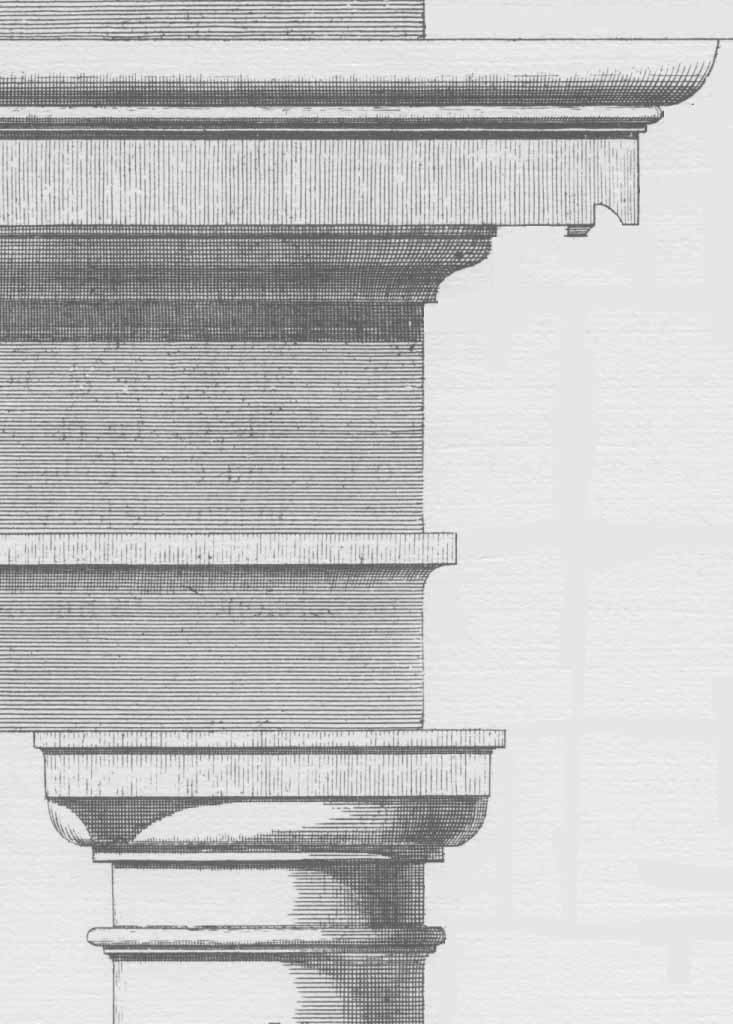
Schema dell'Ordine tuscanico secondo Vignola

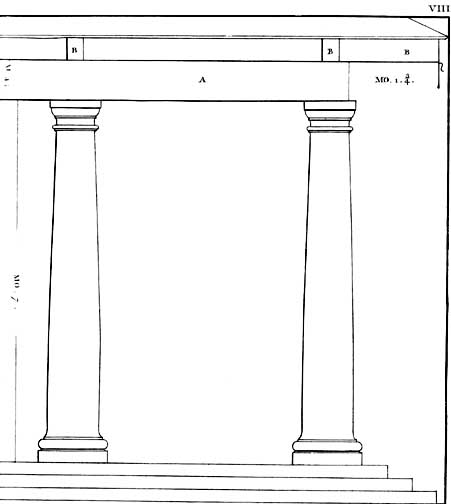
Tuscanico secondo Andrea Palladio, ne I quattro libri dell'architettura.

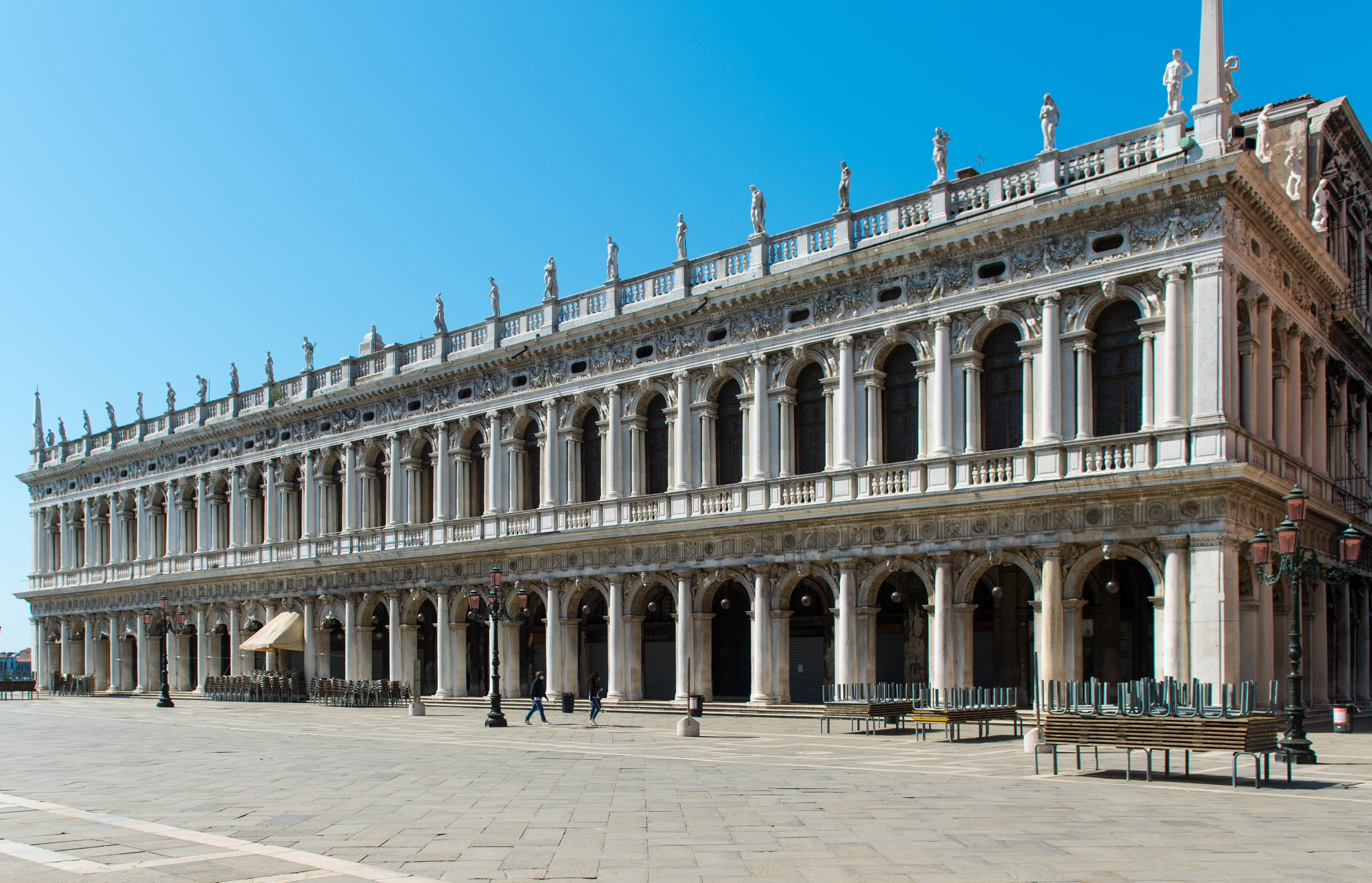
Il pianto terra della Biblioteca Nazionale Marciana a Venezia è realizzato con l'ordine tuscanico.

L'ordine tuscanico o ordine toscano (dal latino tuscanĭcus con il significato di etrusco) è un ordine architettonico dell'architettura etrusca, presente storicamente nell'architettura romana e successivamente in quella rinascimentale Italiana.

## Descrizione
L'ordine tuscanico viene descritto da Vitruvio nel trattato De Architectura. Quest'ultimo gli attribuisce un'origine etrusca e ne dà una descrizione sommaria, concedendogli poca considerazione. Non si può escludere che sia stato un adattamento in terra italica dell'ordine dorico, di cui mantiene quasi tutte le caratteristiche più importanti, anche se generalmente abbandona il fusto scanalato e riduce lo spessore dell'echino e dell’abaco. Al tempo di Vitruvio, veniva ancora utilizzato prevalentemente in costruzioni lignee.
Nella codificazione rinascimentale degli ordini, la distinzione dal dorico è spesso accademica e difficile da interpretare nelle architetture, per cui può accadere che, nel descrivere uno stesso monumento, gli studiosi utilizzino entrambi i termini. La probabile origine etrusca dell'ordine tuscanico ne favorì il largo utilizzo nel Granducato di Toscana a partire dal duca Cosimo I.

### Caratteristiche
Le caratteristiche principali di questo ordine architettonico sono le seguenti:
- Base: l'ordine tuscanico è costituito da un semplice toro o una modanatura con profilo a semicerchio convesso;
- Fusto: come nell'ordine dorico ma più snello, senza vistosa rastremazione verso l’alto, liscio. Tuttavia molti fusti, che oggi sembrano lisci, avevano in origine un rivestimento in stucco che riproduceva le scanalature;
- Capitello: è più articolato rispetto all'ordine dorico e con abaco ed echino più schiacciati, meno imponenti rispetto al dorico;
- Architrave: teoricamente come nell'ordine dorico;
- Fregio: teoricamente come nell'ordine dorico ma con triglifi e, al posto delle metope, bassorilievi semplici;
- Cornice: teoricamente come nell'ordine dorico.